# 神秘石斑魚
神秘石斑魚，為輻鰭魚綱鱸形目鱸亞目鮨科的其中一種，分布於印度太平洋海域，體長可達25公分，為底棲性魚類，屬肉食性，生活習性不明。

## 擴展閱讀
維基物種上的相關：神秘石斑魚